# Paul Fritsch (Autor)
Paul Friedrich Anton Fritsch (* 20. März 1826 in Brieg; † 16. Januar 1907 in Görlitz) war ein deutscher Landesgerichtsrat und Sachbuchautor.

## Leben und Werk
Fritsch leitete seine Herkunft mütterlicherseits von dem einflussreichen Görlitzer Patrizier Georg Emmerich ab.
Er absolvierte im Jahr 1845 am königlichen Gymnasium Brieg sein Abitur und studierte danach Jura in Leipzig, Heidelberg und Berlin. Vor 1853 bekam er in Sprottau seine erste Anstellung als Kreisrichter. Im Juli 1858 wurde er schließlich nach Görlitz versetzt. Seit Anfang der 1860er Jahre bis zu seinem Lebensende bewohnte er in Görlitz ein Haus in der Schützenstraße. Im März 1867 wurde er Kreisgerichtsrat, später auch Landesgerichtsrat. Am 26. April 1882 schloss er sich der Oberlausitzischen Gesellschaft der Wissenschaften an. Fritsch ging am 1. April 1891 als Landesgerichtsrat in den Ruhestand und trat seit dem 16. Mai 1895 als Repräsentant der Gesellschaft auf. Am 1. Juni 1904 wurde er, zum Ehrenmitglied der Gesellschaft ernannt, für die er auch Vorträge gehalten hatte – beispielsweise über Strafen der Vergangenheit im Vergleich zur Gegenwart (1887), „Schalks- und Hofnarren“ (1890), deutsche Sprachentwicklung und Entstehung, Bedeutung und Entwicklung deutscher Familiennamen (jeweils 1906).
Sein Buch über Görlitzer Geschlechter wurde in kulturellen bzw. genealogischen Handbüchern zum Beispiel von Eduard Heydenreich unter Zusammenfassende gedruckte Arbeiten über die Familien einzelner Städte empfohlen bzw. hervorgehoben. Seine zwei Werke sind oft Quelle für Sachbücher verschiedenster Fachrichtungen, beispielsweise (Görlitzer Geschlechter) über die Frömmigkeit in der Reformationszeit, Kirchengeschichte der Oberlausitz, das Bistum Meißen, frühe Neuzeit in Europa, kultureller Wandel im Osten des Heiligen Römischen Reiches, bzw. (Görlitzer Stadtbefestigungen) mittelalterliche Waffen, Geschichte von Görlitz, Kunst- und Astronomiegeschichte. Fritsch machte der Oberlausitzer Ruhmeshalle eine Stiftung im Zusammenhang mit Siegelkunde, die sich unter zwölf Kollektionen seit 1891 in einem eigens dafür eingerichteten Schrank im „Oberlausitzer Zimmer“ in der Ruhmeshalle befindet.
Fritsch starb am 16. Januar 1907 im Alter von 80 Jahren.
Sein Nachruf im Neuen Lausitzischen Magazin endet mit den Worten: „Nichts Menschliches war ihm fremd, und alles in allem war sein Leben reichgesegnet. Ehre seinem Andenken!“

## Trivia
Fritsch war katholisch.
Er sah in Waffen und Wappen die gleiche Wortherkunft bzw. ursprüngliche Wortbedeutung. Es bedeute ursprünglich jeweils „Rüstung eines Gewaffneten an welcher er im Heere von einem andern Gewaffneten unterschieden wurde.“ Wapen sei die niederdeutsche Form des Wortes und Wafen die oberdeutsche. Ende des 12. Jahrhunderts sei unter Wappen hauptsächlich die individuellen Helm- und Schildzeichen verstanden worden.
Eine Abstammung Paul Fritschs vom Brieger Adelsgeschlecht Fritsch (auch: Fritsche), das einen abnehmenden Mond und eine Zange im Wappen führte, scheint nicht gegeben, da es im Jahr 1713 erloschen sein soll.

## Schriften
- Alte Görlitzer Geschlechter und die Wappen derselben. 1891 (SLUB Dresden, Google-Books).
- Die früheren Befestigungen der Stadt Görlitz. 1893.